# Лионский обряд

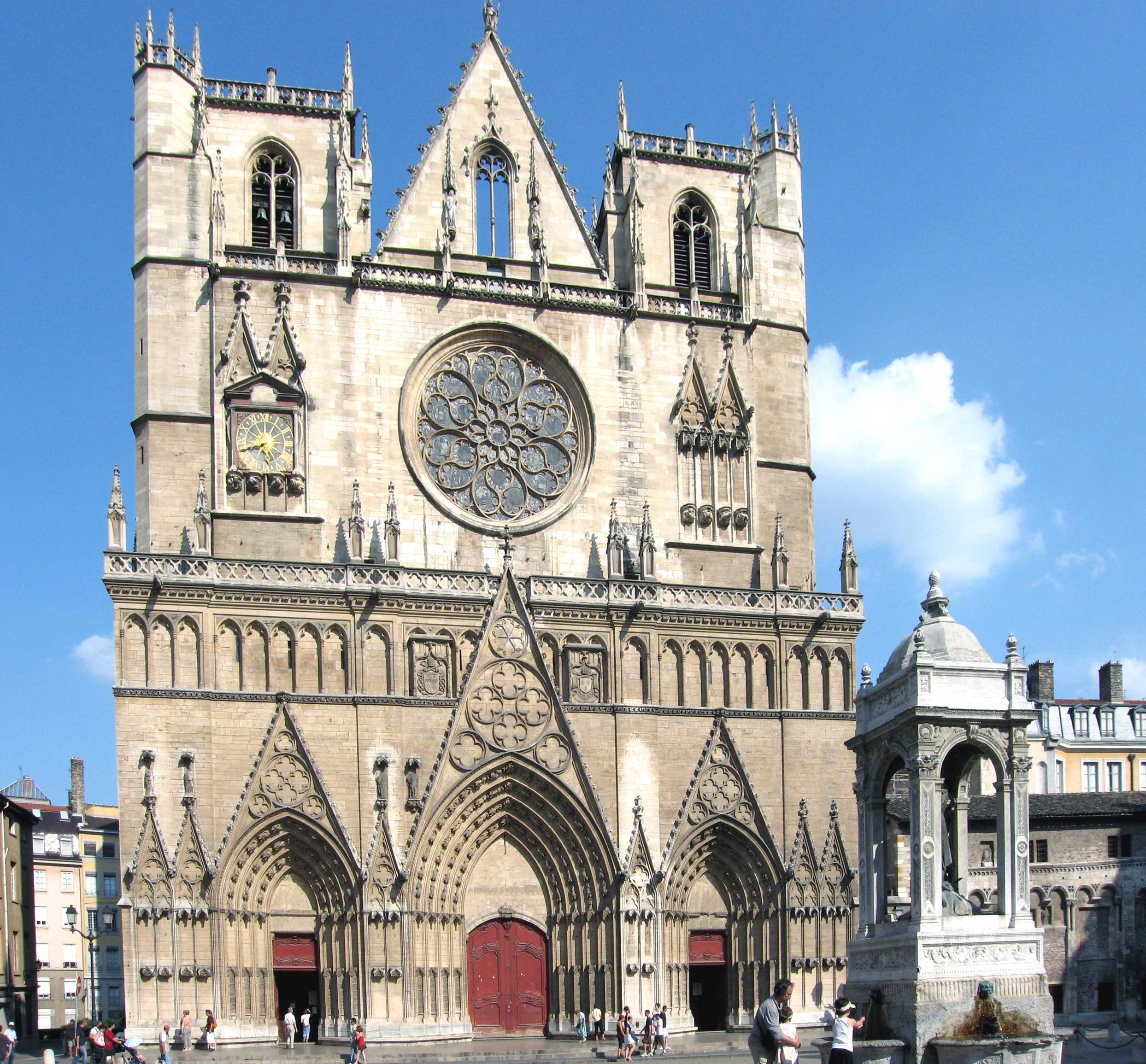
Собор святого Иоанна в Лионе

Лионский обряд (лат. ritus Lugdunensis) — один из западных литургических обрядов, до середины XX века использовавшийся в архиепархии города Лион во Франции.

## История
В отличие от многих западных литургических обрядов, восходящих к древним литургическим традициям, отличным от римской, лионский обряд представляет собой разновидность последней, в связи с чем часто именуется римско-лионским.
Лионский обряд образовался в VIII — начале IX века, когда архиепископ Лиона Лейдрад по поручению Карла Великого ввёл в богослужение по римскому обряду в своей епархии богослужебные элементы, принятые в дворцовой капелле Ахена. В лионском обряде также присутствует ряд черт галликанского обряда.
Лионский обряд просуществовал до Великой французской революции. После революционных погромов 1793 года, когда в городе было разрушено большинство зданий, а множество жителей расстреляно, обряд исчез из употребления. Восстановлен обряд был лишь в конце XIX века на полувековой период. После литургической реформы середины XX века, которая упростила богослужение, исчезли некоторые черты, отличавшие лионский обряд от римского. Тем не менее, особые молитвы оффертория (которые читаются про себя, и потому не слышны верующим) и такие детали, как сохранение серого цвета облачений для некоторых дней в году, до сих пор присутствуют в Мессах храмов Лиона. Кроме того, остался один храм, где священники из католического традиционалистского братства святого Петра еженедельно служат по дореформенному Лионскому обряду, — церковь святого Георгия.

## Особенности
Внешние отличия от латинского обряда незначительны. Главным образом, они касались порядка совершения торжественных месс, которые возглавлял лионский архиепископ при большом количестве сослужащих священников. Чин таких месс предусматривал большое количество нехарактерных для римского обряда перемещений клириков, поклонов, коленопреклонений и перемен облачения.
Порядок совершения мессы имел несколько характерных особенностей. Приготовление даров совершалось не перед Евхаристической литургией, а перед чтением Евангелия и происходило не на главном алтаре, а в боковой часовне. Существовал символический обряд пробования вина — перед вливанием вина в чашу для освящения один из священников отпивал немного для проверки, подходит ли оно для Евхаристии.
В Великий четверг, на мессе воспоминания Тайной вечери, после обряда омовения ног следовал оригинальный обряд «трапезы священников», символически представлявший собой Тайную Вечерю. 2 раза в год, на Пасху и в день по своему выбору архиепископ в конце мессы преподавал благословение по папскому чину.
Ряд особенностей был присущ и устройству храмов лионского обряда, так, алтарь всегда располагался в центре пресвитерия (в римском обряде в Средние века алтарь, как правило, находился у задней стены пресвитерия).
На низких Мессах отличаются молитвы перед алтарём и офферторий, который приписывается апостолу Иоанну. Кроме того, на Отче наш на словах «хлеб наш насущный» священник высоко поднимает Чашу и пресуществлённую Гостию.